# Atomo (Einheit)
Der Atomo war ein Längenmaß in Parma, Turin, im Kanton Tessin und im italienischsprachigen Teil des Kantons Graubünden. Das Maß war dem Land- und Feldvermessen vorbehalten.
- 1 Atomo = 7/50 Pariser Linie = 3/10 Millimeter
- 1728 Atomi = 1 Braccio di legno/Ackerelle
- 12 Atomi = 1 Punto = 10 Linien = 1/45 Meter
- 1 Braccio di legno = 12 Onca = 144 Punti/Linie = 1728 Atomi = 240,333 Pariser Linien